# Bitwa o Nirim
Bitwa o Nirim – bitwa, która została stoczona pomiędzy żydowską organizacją paramilitarną Hagana a egipską armią o kibuc Nirim w pierwszym dniu I wojny izraelsko-arabskiej (15 maja 1948). Egipcjanom nie udało się zdobyć kibucu i po siedmiu godzinach walk wycofali się.

## Tło wydarzeń

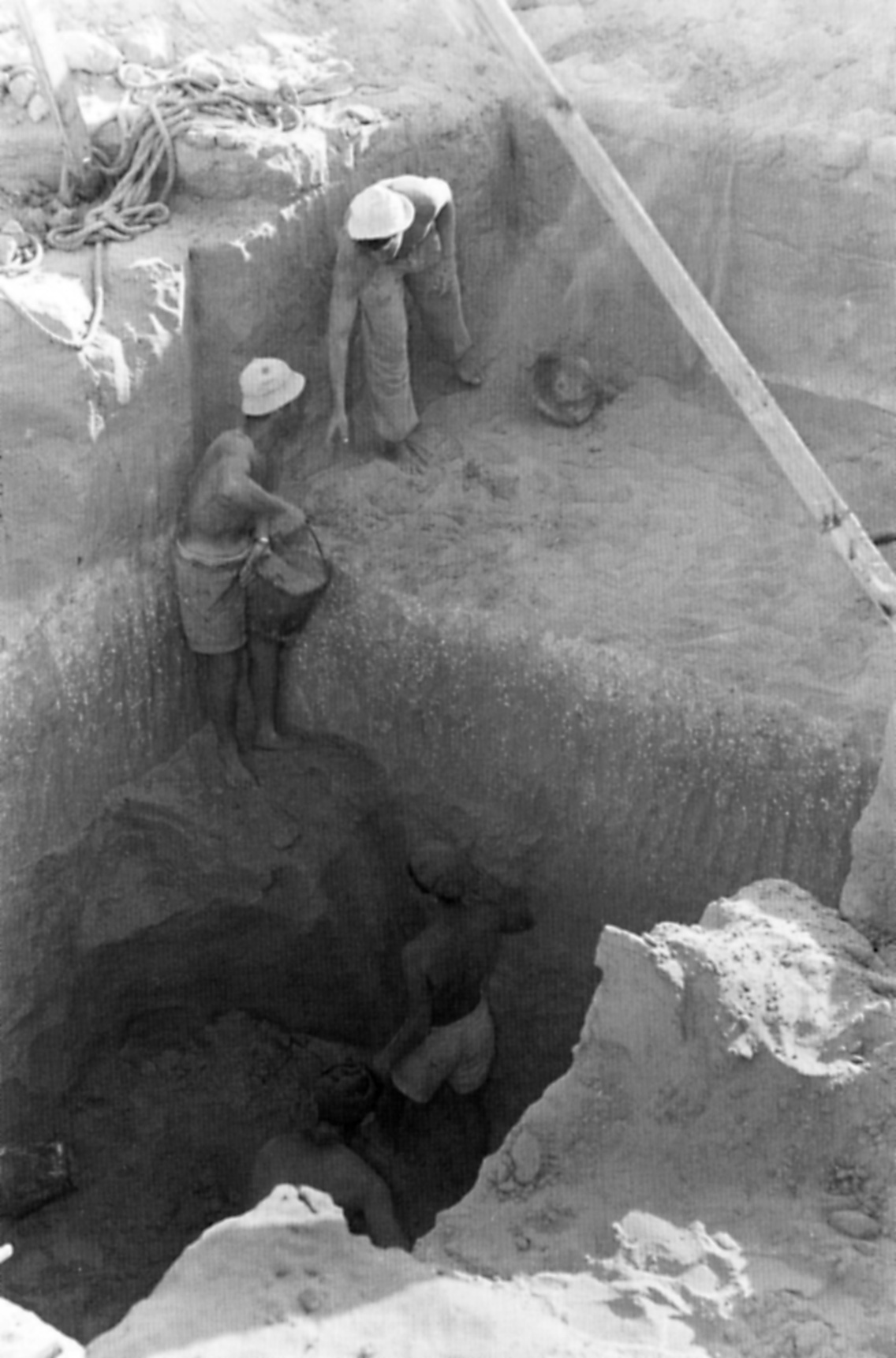
Budowa fortyfikacji obronnych w kibucu Nirim

W 1946 Agencja Żydowska przedstawiła plan budowy jedenastu osiedli na pustyni Negew. Celem było rozszerzenie granic przyszłego państwa żydowskiego, a jednocześnie budowa osiedli spełniających pierwszą linię obrony w przypadku wrogiej napaści. W dniu 6 października nastąpiło założenie kibucu Nirim. Równocześnie z nim założono kibuce Kefar Darom, Be’eri i Tekuma.
Gdy na wiosnę 1948 egipscy dowódcy wojskowy przygotowywali plany interwencji zbrojnej w ogarniętym wojną domową Mandacie Palestyny dostrzeżono strategiczne położenie przygranicznych żydowskich osiedli. Egipska armia planowała w pierwszej fazie wojny przeprowadzić natarcie w kierunku dzisiejszego miasta Aszkelon. Ponieważ istniała tylko jedna nadmorska droga, gen. Ahmad Ali al-Muwawi obawiał się, że szlaki zaopatrzenia egipskich wojsk znajdą się w niebezpieczeństwie ataków z tych żydowskich osiedli. Stanowiły one bezpośrednie zagrożenie dla egipskich wojsk i dlatego musiałby być zajęte w pierwszym dniu wojny.
Dowództwo żydowskiej Hagany zdawało sobie sprawę ze strategicznego położenia kibucu Nirim. Do jego obrony wyznaczono 39-45 członków (w tym 12 kobiet) 8 Batalionu z Brygady Negew. Osada została ogrodzona i pośpiesznie ufortyfikowana. Stanowiska ogniowe wybudowano w czterech rogach osady. Pośrodku wzniesiono bunkier dowodzenia, który był połączony okopami ze wszystkimi pozycjami obrony. Obrońcy utrzymali na swoje uzbrojenie 34 karabiny i pistolety maszynowe, 2 lekkie karabiny maszynowe oraz moździerz (kaliber 52 mm). Poziom wyszkolenia obrońców był zbliżony do standardów kompanii szturmowych Palmach.

## Przebieg bitwy
Podczas I wojny izraelsko-arabskiej, wczesnym rankiem 15 maja kibuc Nirim znalazł się pod ciężkim ostrzałem artyleryjskim, który był prowadzony przez egipską artylerię z rejonu Rafah. Ostrzał był prowadzony przez haubicoarmaty 25-funtowe przez cztery godziny i spowodował duże szkody w zabudowie osady (wszystkie budynki zostały zniszczone bądź w poważnym stopniu uszkodzone). Rannych zostało także 12 jej mieszkańców. Pobliskie żydowskie osiedla usiłowały udzielić wsparcia ostrzeliwanemu Nirim, jednak ta pomoc nie miała większego znaczenia.
Kolejny ostrzał artyleryjski i moździerzowy został powtórzony w południe. Natarcie przeprowadził 6. batalion piechoty liczący około 600 żołnierzy, wspieranych przez 20 transporterów opancerzonych, moździerze 81 mm i kilka dział różnego kalibru. Egipcjanie podjechali transporterami na odległość około 400 metrów od osiedla, gdzie wysiedli z pojazdów i rozdzielili się na dwie grupy. Pierwsza grupa zaatakowała od północnego zachodu, usiłując ściągnąć na siebie uwagę obrońców. Tymczasem druga grupa przeprowadziła główne natarcie od zachodu, usiłując zdobyć bramę wjazdową do kibucu. Egipcjanie prowadzili jednak działania powolnie i nieudolnie. Kilkakrotnie egipscy żołnierze znaleźli się pod własnym ostrzałem, który spowodował większość strat w ich szeregach. Ostatecznie, po siedmiu godzinach walk wycofali się. Ostrzał kibucu trwał jeszcze przez kilka kolejnych dni.
Egipskie Radio Kair ogłosiło zdobycie kibucu Nirim, w którym egipscy żołnierze zorganizowali paradę zwycięstwa. W rzeczywistości kibuc pozostawał pod izraelską kontrolą do końca wojny. Natomiast wycofane egipskie oddziały przeszły reorganizację i cztery dni później zaatakowały kibuc Jad Mordechaj.

## Reakcje i następstwa
Pomimo bardzo ograniczonej skali bitwy o Nirim, podniosła ona morale całości izraelskich sił zbrojnych. Dowodzący obroną Chajjim Bar-Lew powiedział później, że bitwa o Nirim zdecydowała o wyniku wojny, bo jeśli 45 lekko uzbrojonych izraelskich żołnierzy mogło powstrzymać natarcie przeważających egipskich sił wspieranych przez czołgi, to cały Izrael mógł wygrać wojnę.
Na terenie kibucu wystawiono pomnik ku pamięci poległych obrońców Nirit. W swoim wyglądzie przypomina on bunkier dowództwa (tzw. „bezpieczny dom”), na którym umieszczono napis, który zawisł w stołówce kibucu w dwa tygodnie po bitwie: „Nie czołgi zwyciężyły, ale człowiek.”